# Краснодонское сельское поселение
Краснодонское сельское поселение - сельское поселение в Иловлинском районе Волгоградской области.
Административный центр - хутор Краснодонский.

## Население
| 2010  | 2012  | 2013  | 2014  | 2015  | 2016  | 2017  |
| ----- | ----- | ----- | ----- | ----- | ----- | ----- |
| 1321  | ↗1331 | ↗1360 | ↗1380 | ↗1390 | ↗1415 | ↗1433 |
| 2018  | 2019  | 2020  | 2021  |       |       |       |
| ↗1474 | ↘1448 | →1448 | ↘1421 |       |       |       |

## Состав сельского поселения
| № | Населённый пункт | Тип населённого пункта        | Население |
| - | ---------------- | ----------------------------- | --------- |
| 1 | Байбаев          | хутор                         | 47        |
| 2 | Краснодонский    | хутор, административный центр | 939       |
| 3 | Кузнецов         | хутор                         | 335       |

## Местное самоуправление
Глава поселения
- Шлепин Сергей Геннадьевич